# ヴェン島

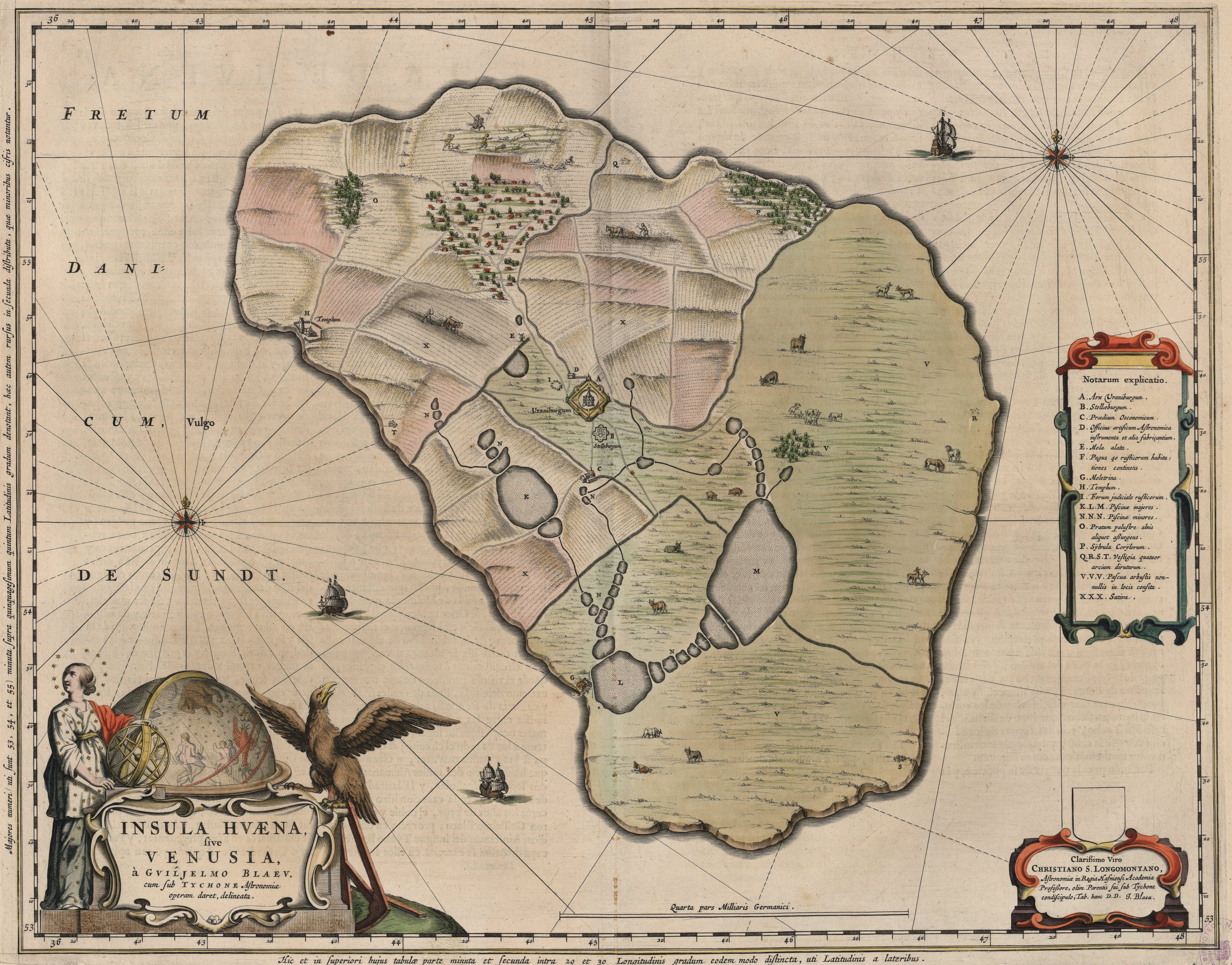
ティコ・ブラーエの地図にもとづいて作られた1663年のウイレム・ブラウの地図

ヴェン島（スウェーデン語: Ven、デンマーク語やスウェーデン語の古い表記ではHven）はスカンディナヴィア半島とシェラン島の間の、エーレスンド海峡にあるスウェーデン領の島である。スコーネのランズクルーナに属する。面積は7.5 km²で約400人の住民が住んでいる。1930年代が人口のピークで、当時は約1,300人が住んでいた。
歴史的にはデンマーク領であったが、1658年のロスキレ条約、1660年のコペンハーゲン条約でスウェーデン領となった。
ティコ・ブラーエがウラニボリとステルネボリの2つの天文台を建てたことで知られる。
島には3つの村、Bäckviken、Tuna By、Kyrkbackenがある。
ランズクルーナとヘルシングボリとの間のフェリーがBäckvikenに就航し、夏の間はコペンハーゲンにもフェリーが就航する。夏の間は人気のある観光地である。農業の適地で小麦やぶどうを産する。

## 風景

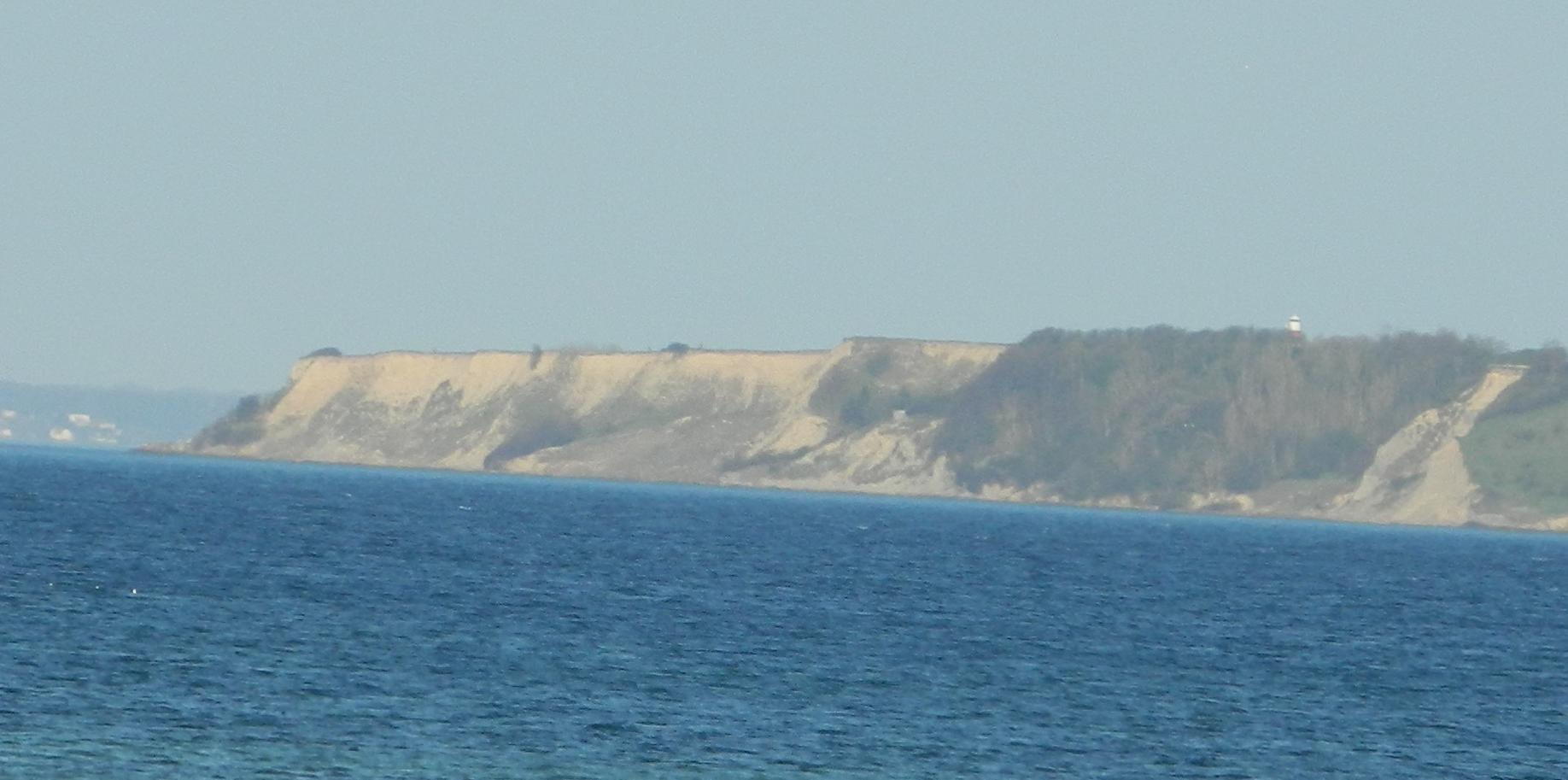
ドラマチックな南海岸。崖の色は白でなく黄色がかっており、チョークよりも砂が多いことを示している
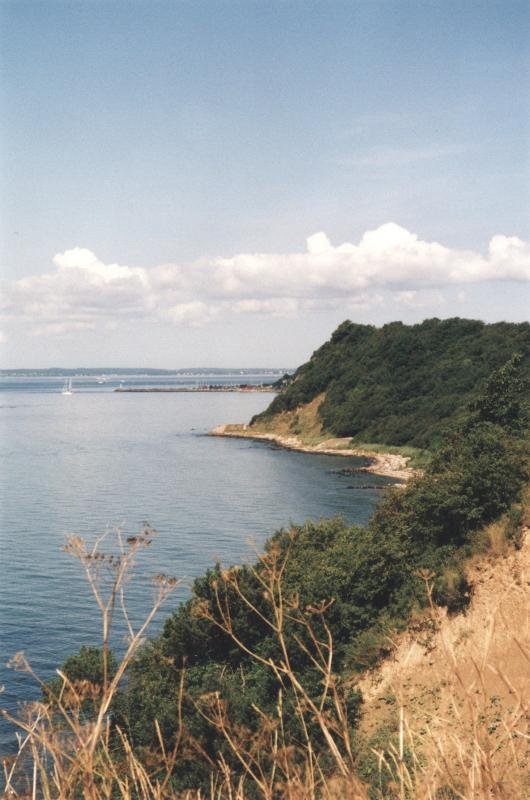
ヴェン島の西海岸にあるバッカフォール（Backafall）
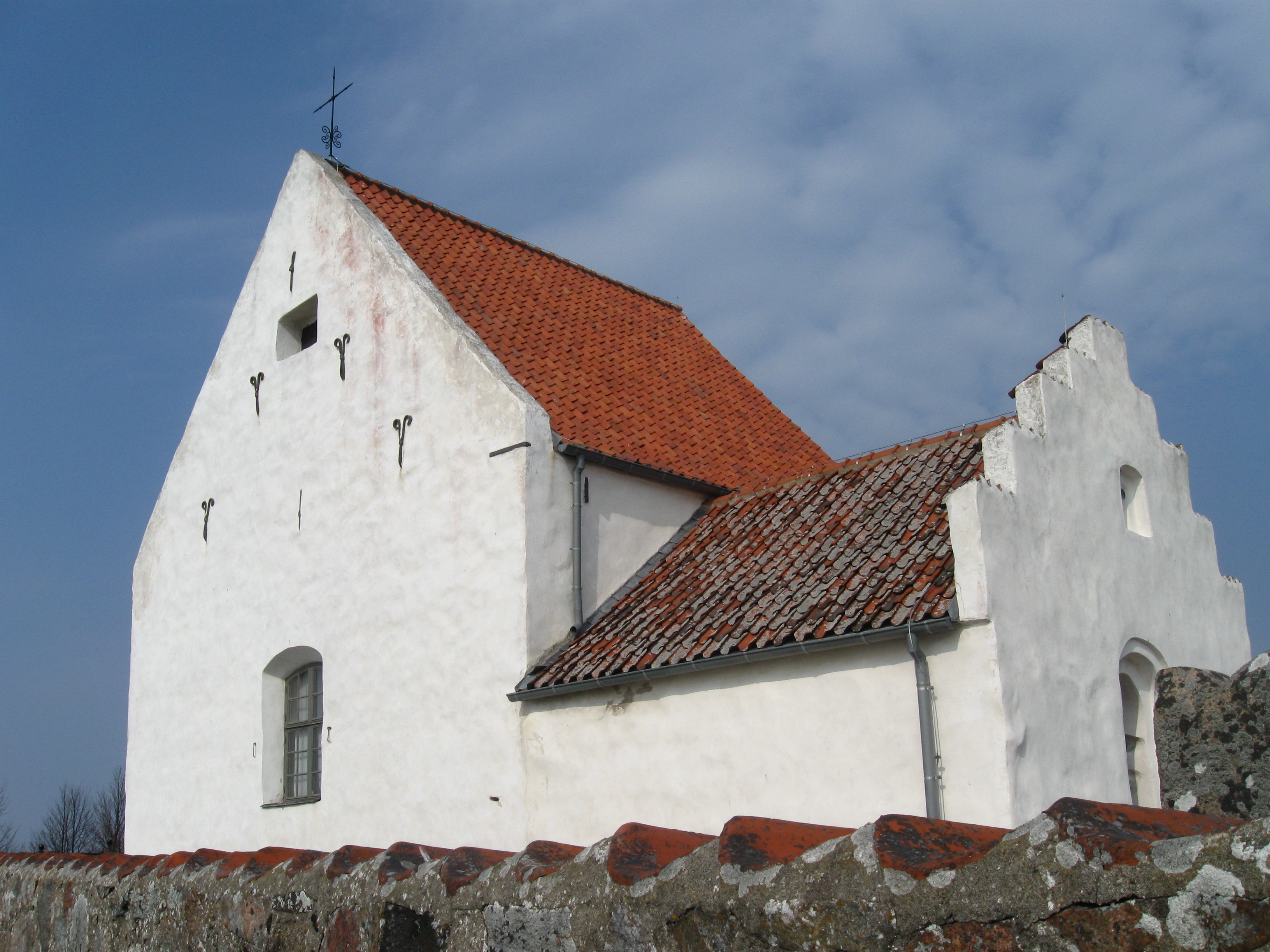
聖イッブの教会
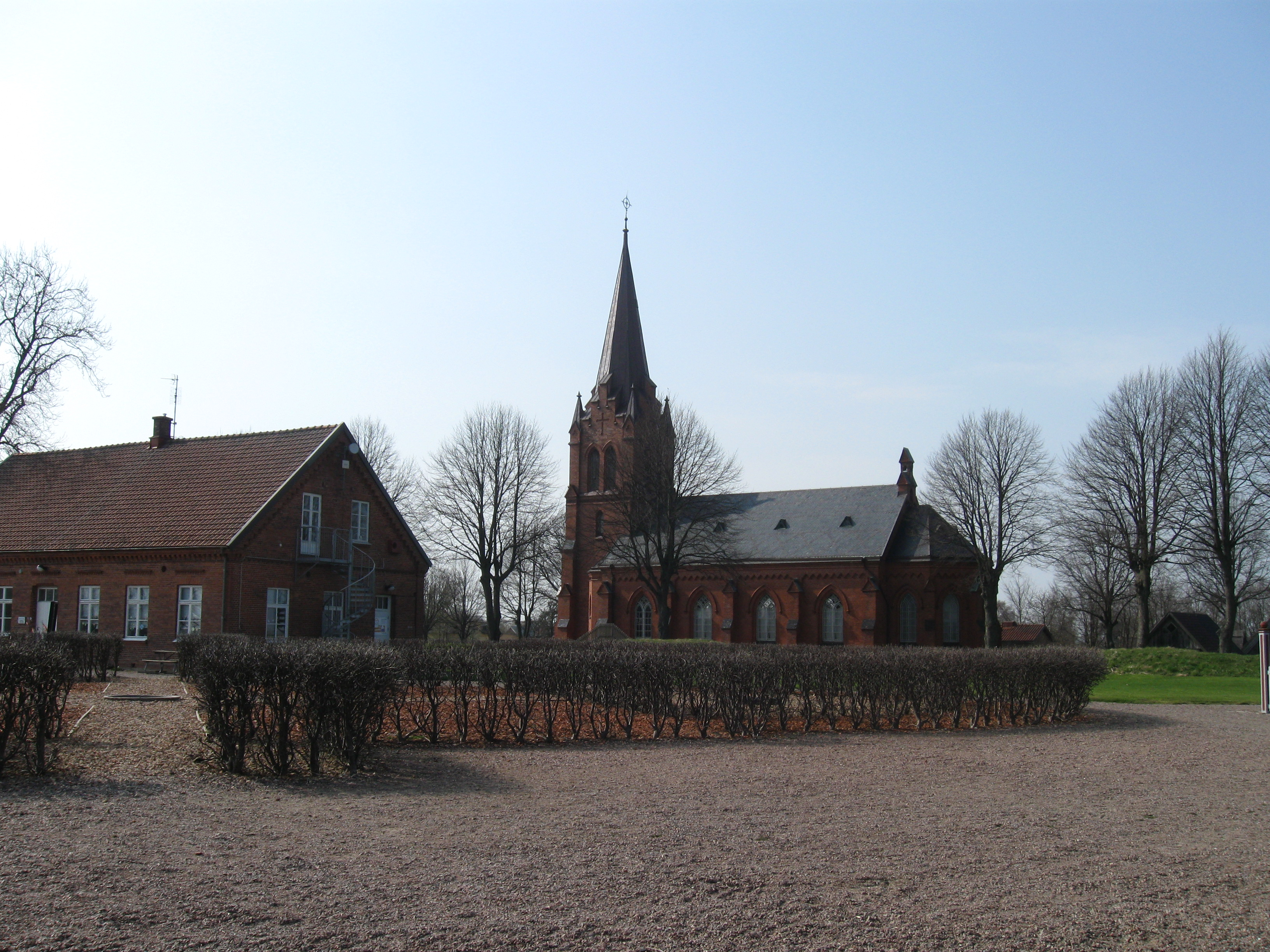
ヴェンの新しい教会、現在は博物館

座標: 北緯55度54分29秒 東経12度41分53秒 / 北緯55.908056度 東経12.698056度